# Titanoboa
A Titanoboa (jelentése „titánboa”) egy a paleocén korban, mintegy 60–58 millió évvel ezelőtt élt kígyónem volt. Egyetlen ismert faja a Titanoboa cerrejonensis, a valaha felfedezett legnagyobb kígyó.

## Mérete

A Titanoboa, a Gigantophis, a kockás piton, a zöld anakonda és az ember méretének összehoasonlítása

A fosszilis gerincet a mai kígyók gerincének alakjával és méretével összehasonlítva a tudósok arra a megállapításra jutottak, hogy a T. cerrejonensis 12,8 méter hosszú lehetett, tömege pedig elérhette az 1135 kg-ot is.

### Méretarány
A T. cerrejonensis hossza 12,8 méter lehetett. Összehasonlításul: a legnagyobb ma is élő kígyó a zöld anakonda, mely legfeljebb 5,21 méter, és a legnehezebb kígyófaj a Földön; a leghosszabb a kockás piton, mely legfeljebb 6,95 méter hosszú. A skála másik végén a Leptotyphlops carlae áll, melynek hossza legfeljebb 10,4 cm. A mai hideg vérű állatokat tekintve is a nagyok azokon a trópusi vidékeken élnek, ahol melegebb van, míg a kisebbek az Egyenlítőtől messzebb laknak.

## Helyszín
2009-ben a Kolumbia északi részén, La Guarja tartományban fekvő Cerrejón közelében lévő bányánál 28 T. cerrejonensis fosszilis maradványait találták meg. A felfedezés előtt is találtak már Dél-Amerika régi trópusi környezetében a paleocén korszakból származó fosszilis maradványokat, de akkoriban még nem szolgáltak elég adattal az egyértelmű következtetéshez.
A kígyót a Jonathan Block – aki a Floridai Egyetem gerincesekkel foglalkozó paleontológusa – és Carlos Jaramillo – a panamai Smithsonian Tropical Research institute paleontológusa – vezetésével indult nemzetközi tudós kutatócsoport egyik expedícióján fedezték fel.

## Hőmérséklet
Mivel a kígyók hideg vérűek, a felfedezésből az is következik, hogy a trópusokon – a lények élőhelyén – melegebbnek kellett lennie, mint ahogy azt a tudósok valaha is gondolták. Az átlaghőmérséklet 32 °C lehetett. A Titanoboa létezésének idejében mért, a mainál magasabb felszíni hőmérséklet lehetőséget biztosított arra, hogy a hideg vérű kígyók mai méretüknél sokkal nagyobbra megnőjenek, mint az újkorban is élő utódaik. A mai hideg vérű állatokat tekintve is a nagyok azokon a trópusi vidékeken élnek, ahol melegebb van, míg a kisebbek az Egyenlítőtől messzebb laknak.

## Fordítás
Ez a szócikk részben vagy egészben a Titanoboa című angol Wikipédia-szócikk ezen változatának fordításán alapul.  Az eredeti cikk szerkesztőit annak laptörténete sorolja fel. Ez a jelzés csupán a megfogalmazás eredetét és a szerzői jogokat jelzi, nem szolgál a cikkben szereplő információk forrásmegjelöléseként.